# Bad Salzungen
Bad Salzungen é uma cidade da Alemanha localizada no distrito de Wartburgkreis, estado da Turíngia.
A cidade de Bad Salzungen é a Erfüllende Gemeinde (português: municipalidade representante ou executante) do município de Leimbach.